# Dekanat krasnodarski
Dekanat krasnodarski (ros. Краснодарский деканат) – rzymskokatolicki dekanat diecezji św. Klemensa w Saratowie, w Rosji. W jego skład wchodzi 7 parafii i 1 wspólnota.
Dekanat obejmuje:
- Kraj Krasnodarski – 7 parafii
- Republikę Adygei – 0 parafii

## Parafie dekanatu krasnodarskiego
- Adler – parafia śś. Grzegorza i Bazyliego (obsługiwana przez księży z parafii śś. Apostołów Tadeusza i Szymona w Soczi)
- Anapa – parafia śś. Jadwigi i Liboriusza
- Armawir – św. Jana Chrzciciela (obsługiwana przez księży z Wspólnoty Najświętszego Serca Pana Jezusa w Sadowoje)
- Krasnodar – parafia Najświętszej Maryi Panny Różańcowej i św. Barbary
- Łazarewskoje – parafia śś. Cyryla i Metodego
- Sadowoje – Wspólnota Najświętszego Serca Pana Jezusa
- Soczi – parafia śś. Apostołów Tadeusza i Szymona
- Tuapse – parafia śś. Apostołów Piotra i Pawła